# Andrewsianthus cavifolius
Andrewsianthus cavifolius là một loài Rêu trong họ Jungermanniaceae. Loài này được Grolle & Váňa mô tả khoa học đầu tiên năm 1974.